# Травневе (Харківський район)
Травневе —  селище в Україні, у Люботинській громаді Харківського району Харківської області. Населення становить 515 осіб. Колишній орган місцевого самоврядування — Манченківська селищна рада.

## Географія
Селище Травневе знаходиться на автомобільній дорозі М03 (E40) і примикає до селища Санжари. На відстані в км розташоване селище Спартаси.

## Історія
1930 - дата заснування села Травневе.
1967 - присвоєно статус селища.

## Населення

### Мова
Розподіл населення за рідною мовою за даними перепису 2001 року:
| Мова            | Відсоток |
| --------------- | -------- |
| українська      | 87,91%   |
| російська       | 10,29%   |
| вірменська      | 1,36%    |
| інші/не вказали | 0,44%    |